# Segura (Idanha-a-Nova)
Segura é uma povoação portuguesa do Município de Idanha-a-Nova, na antiga província da Beira Baixa, região do Centro (Região das Beiras) e sub-região da Beira Interior Sul, que foi sede da extinta Freguesia de Segura, freguesia que tinha 73,83 km² de área e 176 habitantes (2011), e, por isso, uma densidade populacional de 2,4 hab./km².
A Freguesia de Segura foi extinta em 2013, no âmbito de uma reforma administrativa nacional, para, em conjunto com a Freguesia de Zebreira, formar uma nova freguesia denominada União das Freguesias de Zebreira e Segura com a sede em Zebreira.
Segura foi vila e sede de concelho entre 1510 e 1836, quando foi anexada ao concelho de Salvaterra do Extremo. Era constituído por uma freguesia e tinha, em 1801, 574 habitantes.
É um dos pontos de passagem na fronteira Espanha-Portugal.

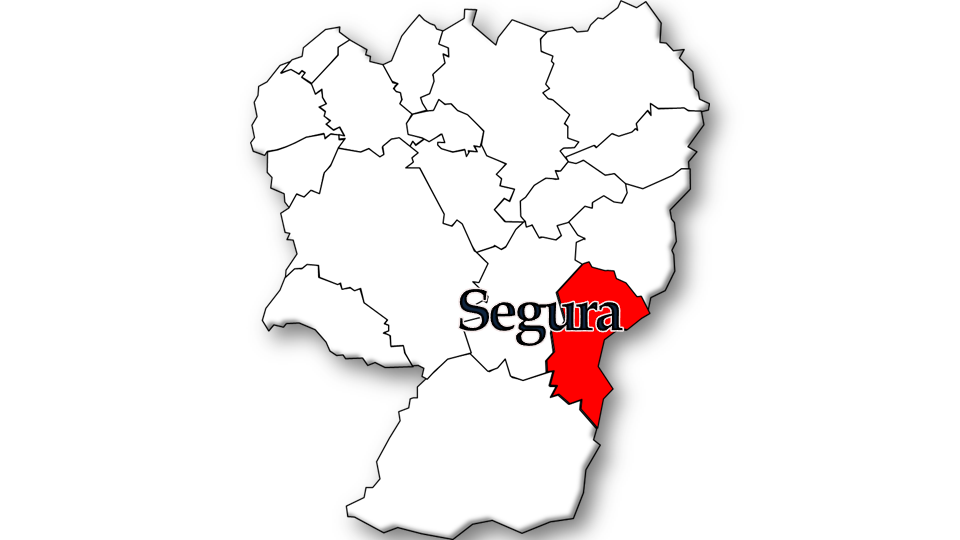
Localização no Município de Idanha-a-Nova

## População
| População da freguesia de Segura | População da freguesia de Segura | População da freguesia de Segura | População da freguesia de Segura | População da freguesia de Segura | População da freguesia de Segura | População da freguesia de Segura | População da freguesia de Segura | População da freguesia de Segura | População da freguesia de Segura | População da freguesia de Segura | População da freguesia de Segura | População da freguesia de Segura | População da freguesia de Segura | População da freguesia de Segura |
| -------------------------------- | -------------------------------- | -------------------------------- | -------------------------------- | -------------------------------- | -------------------------------- | -------------------------------- | -------------------------------- | -------------------------------- | -------------------------------- | -------------------------------- | -------------------------------- | -------------------------------- | -------------------------------- | -------------------------------- |
| 1864                             | 1878                             | 1890                             | 1900                             | 1911                             | 1920                             | 1930                             | 1940                             | 1950                             | 1960                             | 1970                             | 1981                             | 1991                             | 2001                             | 2011                             |
| 672                              | 759                              | 926                              | 978                              | 1184                             | 1080                             | 1062                             | 1241                             | 1213                             | 827                              | 537                              | 417                              | 293                              | 233                              | 176                              |

## Património
- Igreja da Misericórdia de Segura[7]
- Fortaleza de Segura
- Pelourinho de Segura[5]
- Ponte de Segura
- Capelas de Santa Marinha, de S. Pedro e de S. Sebastião
- Vestígios arqueológicos na Capela de S. Pedro
- Fontes da Frutuosa, das Freiras e de Mata Mouros
- Forno comunitário
- Antigas minas de Segura
- Vestígios romano-medievais e dólmen da Granja
- Mamoas do Curral do Roque e de S. Pedro
- Furdão da Fonte do Piolho

## Colectividades
- Associação Desportiva Recreativa e Cultural Segurense
- Secção Cultural: Grupo de Cantares de Segura
- Clube de Pesca e Caça Flôr do Erges